# Odontocera crocata
Odontocera crocata är en skalbaggsart som beskrevs av Bates 1873. Odontocera crocata ingår i släktet Odontocera och familjen långhorningar. Inga underarter finns listade i Catalogue of Life.